# Вашингтон-на-Бразосе
Вашингтон-на-Бразосе (англ. Washington-on-the-Brazos, также просто Вашингтон) — невключённая территория вдоль реки Бразос в округе Вашингтон, штат Техас, США. Поселение было основано, когда Техас был ещё частью Мексики. Известность к нему пришла благодаря тому, что здесь проходило заседание Техасской конвенции 1836 года, на которой состоялось подписание Техасской декларации о независимости. Название Вашингтон-на-Бразосе используется, чтобы не путать поселение с Вашингтоном-на-Потомаке.

## История
Вашингтон-на-Бразосе известен в первую очередь как колыбель Техасской независимости. Этот отличительный знак был заслужен 1 марта 1836 года, когда поселение стало местом встречи делегатов со всех уголков Техаса, которые формально зафиксировали стремление Техаса отделиться от Мексики, и которые составили здесь конституцию новой республики Техас, организовали временное правительство, работавшее вплоть до выборов официального правительства.

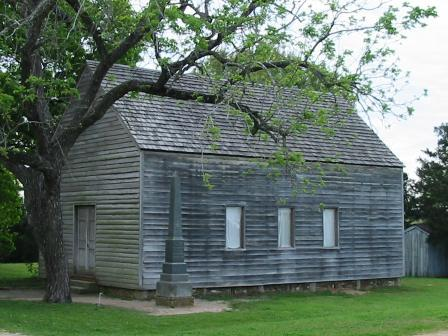
Копия дома, где была подписана декларация о независимости Техаса. Надпись у входа гласит: «Здесь была рождена новая нация»

Делегаты провозгласили независимость 2 марта 1836 года. Конституция была разработана к 16 марта. Делегаты продолжали работу до 17 марта, а затем были вынуждены бежать вместе с населением Вашингтона от приближавшейся мексиканской армии. Население вернулось после поражения мексиканцев в битве при Сан-Хасинто 21 апреля. Руководство города добивалось признания Вашингтона как столицы республики Техас, однако лидеры республики предпочли назначить таковой — город Ватерлоо, который позднее был переименован в Остин.
Округ Вашингтон был учреждён правительством республики Техас в 1836 году, и создан в 1837-м. Вашингтон-на-Бразосе был назначен окружным центром. И хотя в 1844 году центр был перенесён в город Бренем, поселение продолжало процветать как центр хлопковой торговли до середины 1850-х, до тех пор пока не была построена железная дорога, не проходившая через него. Гражданская война нанесла городу ещё один удар и на рубеже веков он был фактически покинут.

## Государственный исторический комплекс
Правительство Техаса выкупило 50 акров (202 000 м²) на месте старого поселения в 1916 году и построило точную копию здания, где была провозглашена независимость. Впоследствии правительство докупало дополнительные участки земли в 1976 и 1996 годах.
Территория, расположенная 30,324° - 96,153° между Бренемом и Навасотой в стороне от 105-го шоссе, теперь известна как «Государственный исторический комплекс Вашингтон-на-Бразосе». Комплекс покрывает площадь в 293 акра и включает в себя три основных достопримечательности: Дом Независимости, историческая ферма Баррингтона и музей Звёздной республики.
Посещение комплекса бесплатное, включает интерактивные выставки о Техасской революции, парковые аттракционы, магазин подарков и образовательный центр.

### Дом Независимости
Дом Независимости это точная копия здания, где представители техасских поселенцев, в процессе Техасской конвенции 1836 года, объявили о своей независимости от Мексики и подписали Техасскую декларацию о независимости. Экскурсии проводятся ежедневно. Нужно приобретать билеты.

### Историческая ферма Баррингтона
Историческая ферма Баррингтона — это музей под открытым небом, представляющий собой ферму середины XIX века, основанную доктором Энсоном Джонсом, последним президентом республики Техас. Переодетые в соответствующие костюмы люди возделывают хлопок, зерно, разводят крупный рогатый скот и свиней используя методы того времени. Дом Энсона Джонса был перенесён сюда в 1936 году в рамках Празднования столетнего юбилея республики. Воссозданные постройки включают две хижины для рабов, здание кухни, коптильню, хранилище хлопка, амбар. Усадьба функционирует с 2000 года и управляется Техасским департаментом парков и дикой природы.

## Галерея

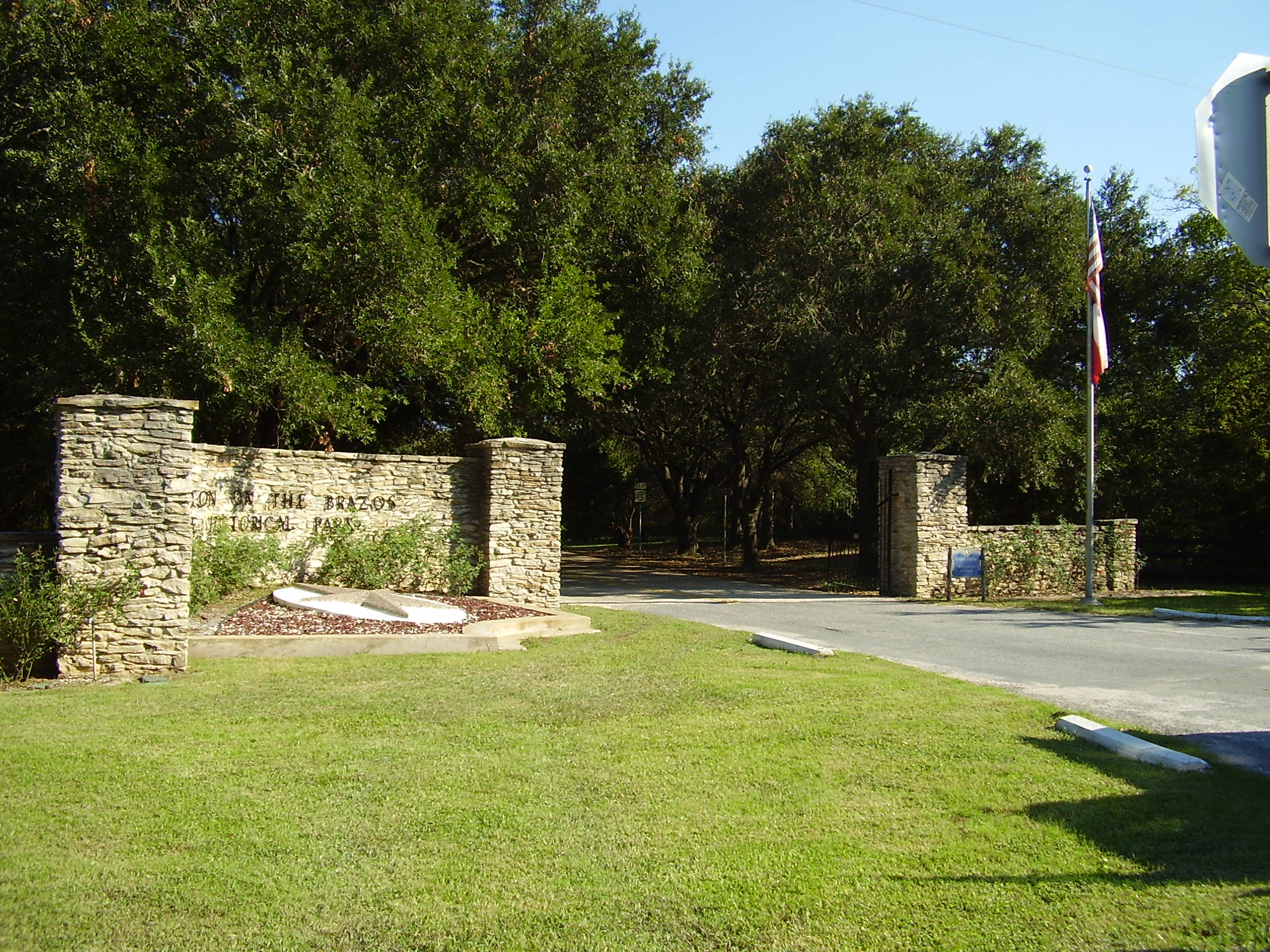
Государственный исторический комплекс Вашингтон-на-Бразосе. Вход.
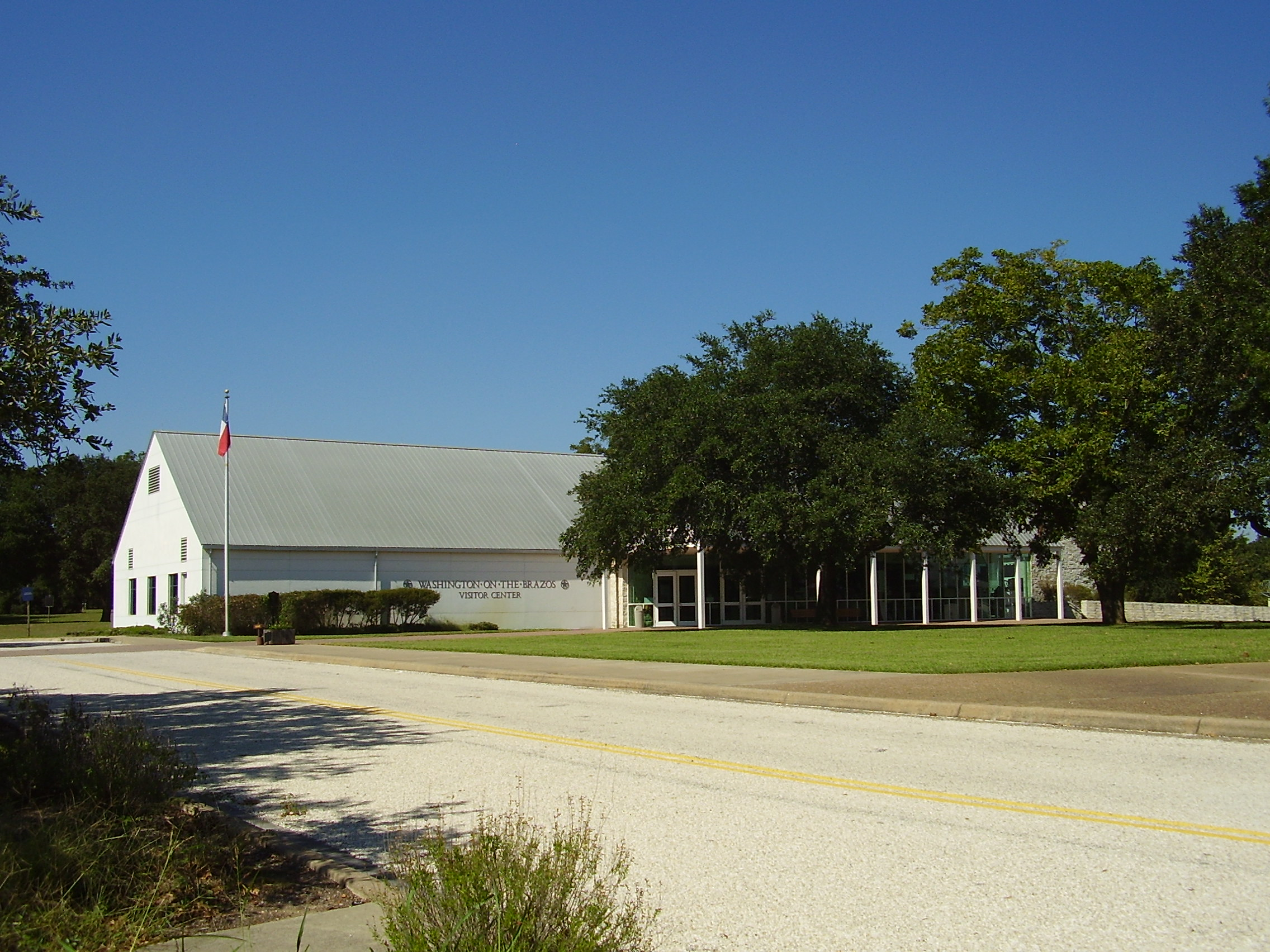
Государственный исторический комплекс Вашингтон-на-Бразосе. Центр посетителей.
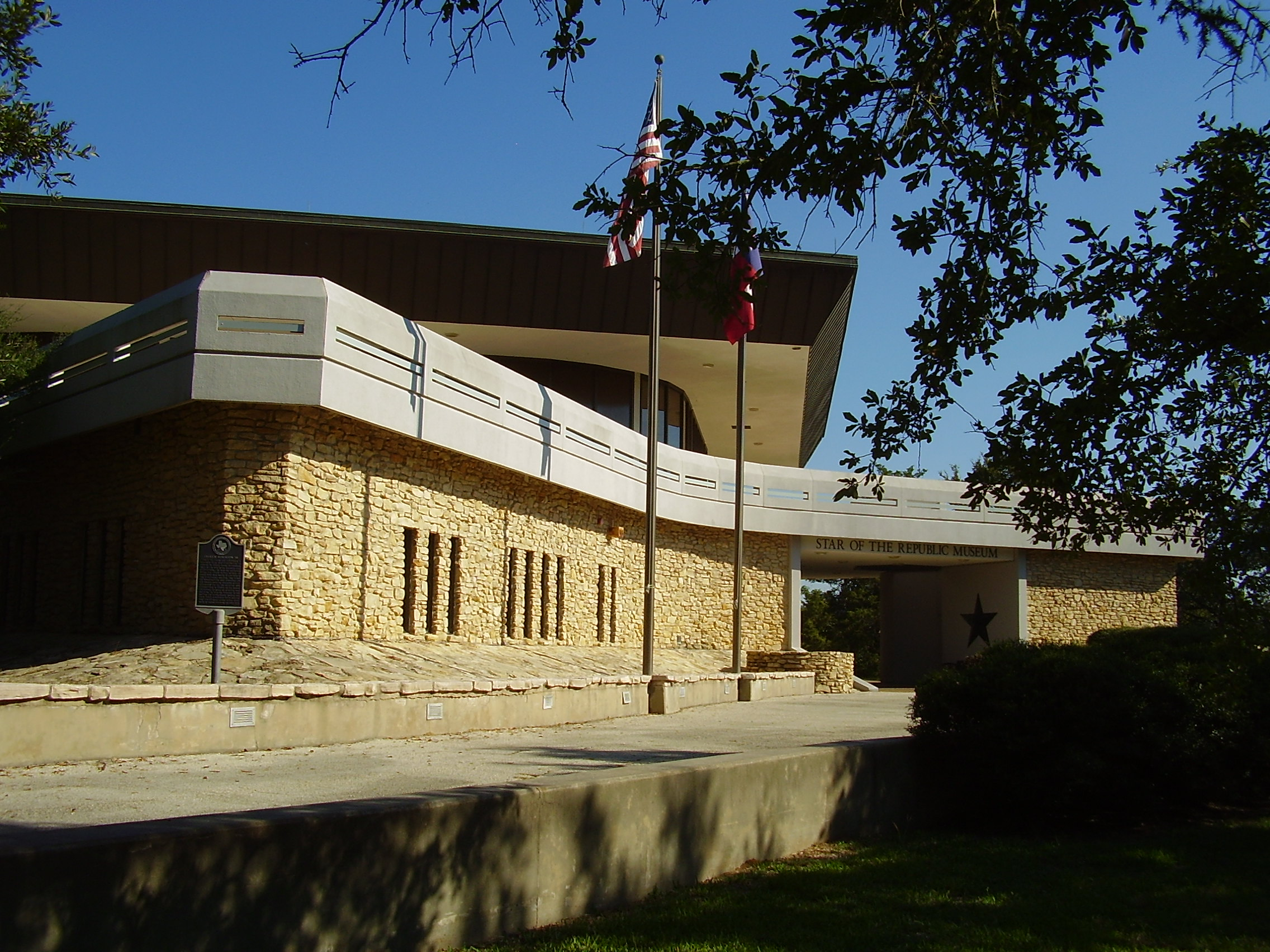
Музей Звёздной республики, часть государственного исторического комплекса.